# Tuffi ai Giochi della XIX Olimpiade
Si sono svolti 4 eventi: le gare dal trampolino e dalla piattaforma, sia maschili che femminili.

## Podi

### Uomini
| Evento                      | Oro               | Perform. | Argento        | Perform. | Bronzo      | Perform. |
| Trampolino 3 m (dettagli)   | Bernard Wrightson | 170,15   | Klaus Dibiasi  | 159,74   | James Henry | 158,09   |
| Piattaforma 10 m (dettagli) | Klaus Dibiasi     | 164,18   | Álvaro Gaxiola | 154,49   | Edwin Young | 153,93   |

### Donne
| Evento                      | Oro             | Perform. | Argento                     | Perform. | Bronzo           | Perform. |
| Trampolino 3 m (dettagli)   | Susanne Gossick | 150.77   | Tamara Fedosova-Pogozheva   | 145,30   | Keala O'Sullivan | 145,23   |
| Piattaforma 10 m (dettagli) | Milena Duchková | 109,59   | Natalya Kuznetsova-Lobanova | 105,14   | Ann Peterson     | 101,11   |

## Medagliere
| Posizione | Paese            | Oro | Argento | Bronzo | Totale |
| --------- | ---------------- | --- | ------- | ------ | ------ |
| 1         | Stati Uniti      | 2   | 0       | 4      | 6      |
| 2         | Italia           | 1   | 1       | 0      | 2      |
| 3         | Cecoslovacchia   | 1   | 0       | 0      | 1      |
| 4         | Unione Sovietica | 0   | 2       | 0      | 2      |
| 5         | Messico          | 0   | 1       | 0      | 1      |
| Totale    | Totale           | 4   | 4       | 4      | 12     |